# Горный кускус
Горный кускус, или горный поссум (лат. Burramys parvus) — единственный современный представитель рода Burramys. Встречается он в австралийских штатах Виктория и Новый Южный Уэльс. С 1894 г. этот вид был известен только по ископаемым остаткам, которые датировались плейстоценом. Только в августе 1966 г. живой поссум неизвестного вида был найден на лыжной базе Мельбурнского университета на горе Маунт Хотэм (Виктория). Зверь и получил название Burramys parvus.

## Внешний вид
Горный кускус — небольшое, похожее на мышь сумчатое: длина его тела всего 10—13 см, хвост длиннее туловища — 13—14 см; вес — 30—60 грамм. Самцы чуть крупнее самок. Спинка у него коричневато-серая; грудь, щёки и брюшко окрашены светлее, а у самцов в сезон размножения приобретают жёлто-оранжевый оттенок. Мех плотный; заходит на 1 см на хвост, который в остальной части безволос. Хвост хватательный, ярко-розовый. У самки в выводковой сумке 4 соска.

## Распространение
Известный ареал горного кускуса ограничен территорией порядка 10 км2. Он обитает в горах, на высоте 1400—2230 метров над уровнем моря. Существуют две изолированные популяции — первая на юго-востоке штата Виктория: горы Богонг, Хиггинботэм и Хотэм; вторая — в Новом Южном Уэльсе, в горах национального парка Косцюшко.

## Образ жизни и питание
Распространение этого вида ограничивается горными осыпями и окололедниковыми полями валунов (базальт, гранит, гранодиорит), окружёнными альпийскими лугами и зарослями подокарпа (Podocarpus lawrenceii). Наибольшая плотность популяции наблюдается на базальтовых полях. Эти поссумы живут в суровом, влажном климате, где половину года лежит снег, и в год выпадет более 150 мм осадков. С мая по сентябрь температура здесь редко поднимается выше 10°С. Горный кускус в отличие от других карликовых кускусов ведёт наземный образ жизни, находя убежище от непогоды в трещинах, под камнями и снегом.
Горный кускус питается семенами, плодами, червями и насекомыми. Его рацион зависит от времени года. Во время «сезона активности» в октябре—апреле диета горного кускуса практически полностью состоит из бабочек-совок Agrotis infusa, который каждое лето прилетают в Австралийские Альпы. Эти насекомые представляют собой прекрасный источник энергии — их тела во время летовки почти на 65 % состоят из жира, — необходимой поссумам во время сезона размножения. Поссумами поедаются также гусеницы, жуки, многоножки и пауки. Ближе к осени, когда бабочки начинают улетать, поссумы в питании переходят на семена и ягоды (январь—апрель). Перед сезоном спячки они начинают запасать семена, орехи и ягоды, которые в холодное время года, с мая по октябрь, составляют более 75 % их рациона. Горный кускус — единственное сумчатое животное, которое устраивает тайники для пищевых запасов. Спячка у них с небольшими перерывами длится 6 месяцев, с февраля по июль.
Горный поссум — ночное животное; день он проводит в укрытии, свернувшись в шар, чтобы сохранить тепло. В неволе однополые особи показывают спокойный нрав и терпимость друг к другу. Самки агрессивно защищают свои гнёзда и потомство. В природе самцы ведут кочевой образ жизни, взрослые самки — оседлый.

## Размножение
В сезон размножения горные кускусы вступают в конце сентября, после зимней спячки, и продолжается он по декабрь. В это время высокоэнергетические пищевые ресурсы — мигрирующие в горы бабочки-совки — наиболее доступны. Самки горного кускуса полиэстричны, однако из-за скудности пищевых ресурсов и необходимости накапливать жир для спячки приносят всего 1 помёт в год.
Короткое горное лето требует краткого периода беременности и быстрого развития молодняка. Беременность длится всего 13—16 дней; в помёте обычно 4 детёныша. Развитые передние конечности и голова помогают им добраться до выводковой сумки, где каждый детёныш прикрепляется к соску. Если детёнышей больше, чем 4, остальные не выживают. Сумку они покидают на 30 день (хотя глаза у них открываются только на 5 неделе); еще 30—35 дней потомство проводит в гнезде. После 65 дня молодые поссумы уже полностью независимы. Половой зрелости достигают в 1 год. Только 50 % молодняка переживает первую зиму из-за неспособности накопить достаточные запасы жира для зимовки; причем самок выживает в 4—5 раз больше, чем самцов.
Горные кускусы восполняют низкую плодовитость большой продолжительностью жизни. Самки этого поссума размножаются вплоть до 12 года жизни, что делает его одним из самых долгоживущих маленьких наземных млекопитающих. До другим сведениям, продолжительность жизни горного поссума короче: 4 года в природных условиях и 6 лет — в условиях содержания. Самки живут дольше самцов.
Большую часть года самцы и самки живут по отдельности друг от друга. Самки обычно занимают лучшие участки с хорошей пищевой базой; самцы живут на их окраинах, как правило, ниже по склону. Участки самок могут достигать площади в 6 га; однако часто старая самка делит участок с несколькими молодыми самками (предположительно, её потомством). Участки самок называются «выводковыми»; самки агрессивно защищают их от самцов, в том числе прогоняя подросшее потомство. Самцы ведут бродячий образ жизни, в поисках пищи проходя значительные расстояния. Только в период размножения самцы приходят на территорию самок.

## Статус популяции и охрана
Горный карликовый поссум внесен в список Международной Красной книги со статусом «вид на грани исчезновения» (Critically Endangered). Его современная популяция невелика — всего 2600 взрослых особей. Основную угрозу для него представляет развитие лыжных курортов, постройка дорог и появление завезённых хищников (лис, кошек). Чтобы уменьшить ущерб, наносимый им человеческой активностью, строятся, например, подземные туннели под дорогами, соединяющие участки самцов с выводковыми участками.